# Абдулі Мансаллі
Абдулі Мансаллі (англ. Abdoulie Mansally, нар. 27 січня 1989, Банжул) — гамбійський футболіст, що грав на позиції захисника.
Виступав, зокрема, за клуб «Нью-Інгленд Революшн», а також національну збірну Гамбії.

## Клубна кар'єра
Народився 27 січня 1989 року в місті Банжул. Вихованець футбольної школи клубу «Реал де Банжул». Дорослу футбольну кар'єру розпочав 2006 року в основній команді того ж клубу, в якій провів один сезон. 
Своєю грою за цю команду привернув увагу представників тренерського штабу клубу «Нью-Інгленд Революшн», до складу якого приєднався 2007 року. Відіграв за команду з Массачусетса наступні п'ять сезонів своєї ігрової кар'єри.
Згодом з 2012 по 2018 рік грав у складі команд «Реал Солт-Лейк», «Х'юстон Динамо», «Паллосеура Кемі Кінгс» та «Інтер» (Турку).
Завершив ігрову кар'єру у команді «Шарлотт Індепенденс», за яку виступав протягом 2019 року.

## Виступи за збірні
У 2005 році дебютував у складі юнацької збірної Гамбії (U-17), загалом на юнацькому рівні взяв участь у 3 іграх, відзначившись одним забитим голом.
З 2007 року залучався до складу молодіжної збірної Гамбії. На молодіжному рівні зіграв у 4 офіційних матчах, забив 1 гол.
У 2008 році дебютував в офіційних матчах у складі національної збірної Гамбії.
Загалом протягом кар'єри в національній команді, яка тривала 8 років, провів у її формі 16 матчів.